# Verstärker-Verlust-Theorie
Nach der Verstärkerverlust-Theorie (auch Verstärkerverlust-Modell oder Verstärkerverlust-Hypothese) ist der Verlust an positiven Verstärkern verantwortlich für die Entstehung von Depressionen. Im Englischen spricht man eher von „Lewinsohn's depression model“ oder „Lewinsohn's social reinforcement theory“.
Das Modell wurde von Peter M. Lewinsohn im Jahr 1974 unter dem Titel „A Behavioral approach to Depression“ veröffentlicht. Die Theorie basiert auf der Lerntheorie der operanten Konditionierung. Depressionen entstehen demnach aufgrund einer zu geringen Rate an unmittelbar mit dem Verhalten verbundener Verstärkung. Lerntheoretisch spricht man von einer Löschung des aktiven Verhaltens, durch das Ausbleiben an Verstärkern. Nach Lewinsohn hängt die Menge positiver Verstärkung von der Anzahl verstärkender Ereignisse, von der Menge verfügbarer Verstärker und von den Verhaltensmöglichkeiten einer Person ab, sich so zu verhalten, dass Verstärkung möglich ist. Laut dieser Theorie befindet sich ein depressiver Patient unter sogenannten Löschungsbedingungen. Erschwerend kann hinzu kommen, dass das depressive Verhalten durch die Zuwendung der Umwelt positiv verstärkt wird (Krankheitsgewinn).
Im weiteren Verlauf kann es zu einer Depressionsspirale kommen, wenn Betroffene sich aufgrund der Interessenlosigkeit sozial zurückziehen und der Verlust an Verstärkern wiederum zu einer weiteren Verschlechterung der Stimmung beiträgt. Dieser Entwicklung müsse dann durch Verhaltensänderungen im Sinne einer „Anti-Depressionsspirale“ entgegengewirkt werden.